# Jan Hedengaard
Jan Hedengaard (Skravlinge, 27 maggio 1963) è un pallavolista svedese.

## Carriera
Hedengaard visse la parte più importante della sua carriera nel campionato italiano. Nella stagione 1987-1988 approdò al Torino, classificatosi sesto nella Serie A1.
L'anno successivo, dati i sopraggiunti problemi economici della società torinese, il giocatore, assieme ad alcuni compagni di squadra e ai diritti per la massima serie, venne venduto ai corregionali del Cuneo militanti in Serie A2. La squadra vinse il girone B e partecipò all'edizione 1989-1990 della massima serie, dove si piazzò nona. Hedengaard rimase a Cuneo anche l'anno successivo, e la squadra arrivò settima in campionato.